# Matt Henry
Matthew Henry (né le 13 novembre 1983 à Cresskill) est un joueur de football américain et entraîneur personnel américain.

## Enfance
Henry étudie à la Cresskill High School, lycée de sa ville natale, où il est un grand sportif, jouant au football américain, basket-ball et baseball. Il est d'ailleurs un des meilleurs joueurs du New Jersey de basket-ball.

## Carrière

### Université
Il entre à l'université du New Hampshire où il joue pour l'équipe de football américain des Wildcats. Il joue au poste de punter et occasionnellement de wide receiver. Il sort diplômé de l'université en 2007 et continue ses études. Il sera reconnu par l'Académie nationale de Médecine sportive et devient entraîneur personnel du groupe F.O.R.C.E., regroupement d'entraîneurs.

### Professionnel
Malgré son travail d'entraîneur personnel, Henry signe avec les Destroyers de Virginie en 2011, équipe jouant en United Football League. Il joue ses premiers matchs comme professionnel et remporte le titre de champion de l'UFL avec son équipe la même année.

## Palmarès
- Champion UFL 2011